# Dígrafo
Un dígrafo es un grupo de dos letras que representan un solo fono, incluyendo uno doble como una consonante africada. Algunos dígrafos corresponden a sonidos no representados por una sola letra en el idioma correspondiente. La palabra dígrafo está formada por di- 'dos', y -grafo 'que escribe' o 'que describe', raíces provenientes del griego δι- di-, y -γράφος -gráphos, este último de la raíz de γράφειν gráphein 'escribir'.

## Dígrafos en español
En español se emplean 5 dígrafos para representar diversos fonemas: «ch», «ll», «rr», «gu» y «qu», considerados estos dos últimos como variantes posicionales para los fonemas /g/ y /k/. Los dígrafos ch y ll tienen valores fonéticos específicos, por lo que en la Ortografía de la lengua española de 1754 comenzaron a ser considerados como letras del alfabeto español y a partir de la publicación de la cuarta edición del Diccionario de la lengua española en 1803 se ordenaron separadamente de c y l, y fue durante el X Congreso de la Asociación de Academias de la Lengua Española celebrado en Madrid en 1994, y por recomendación de varios organismos, que se acordó reordenar los dígrafos ch y ll en el lugar que el alfabeto latino universal les asigna, aunque todavía seguían formando parte del abecedario. Con la publicación de la Ortografía de la lengua española de 2010, ambas dejaron de considerarse letras del abecedario.
En español anteriormente existían más dígrafos, como el dígrafo ph, que representaba el mismo sonido que f, o el dígrafo nn, que se pronunciaba igual que ñ. El grafema ñ no era originalmente más que una 'n' encima de otra 'n' representando de forma abreviada la secuencia nn, esto mismo se hacía con las vocales, por ejemplo conde o manto se podían escribir "cõde, mãto"; con el tiempo ñ pasó a ser considerada una letra independiente con su propio sonido; este sonido se representa en varios otros idiomas como dígrafo: nh en portugués y occitano, ny en catalán, gn en francés e italiano o in en euskera. En polaco normalmente este sonido se escribe con una sola letra (Ń), aunque delante de vocales pierde el acento, que se substituye por una I (NI), por lo cual se convierte en dígrafo. 

## Dígrafos en otros idiomas
La mayoría de los idiomas europeos tienen dígrafos. Algunos ejemplos: 
- En inglés los dígrafos son relativos, debido a que la ortografía es muy irregular y hay excepciones. En la práctica se pueden considerar dígrafos: ch ('church'), sh ('ship'), th ('then', y también 'thank'), ng ('king'), ee ('meet'), entre otros.
- En francés: ch ('chat'), gn ('agneau'), ai ('français'), ou ('nous'), etc.
- En alemán: ch ('Buch'), ie ('viel'), eu ('deutsch'), etc.

En inglés y en diversos idiomas amerindios se utiliza el dígrafo sh. Su uso en español está limitado a extranjerismos tomados de esas lenguas.
El idioma con mayor número de dígrafos en España es el catalán: una docena (hay que distinguir los dígrafos gráficos de los diptongos fonéticos, ya que según la variante en cuestión, unos cuantos se realizan ya no como un veritable diptongo, sino como un monotongo). Son: <ll> (/ʎ/ y a veces, /j/ en "lleial", "allò" y "all"), <ny> (/ɲ/ equivalente a la <ñ> castellana pero que también ocurre al final de palabra, como en "any"), <l·l> (solo ocurre en medio de palabra, ya que son dos eles en contacto, como suceden en "al·lot"), rr (monotongo /r/ solo en posición medial como en "arrel"), <ss> (monotongo /s/ solo entre vocales, para distinguir la ese sorda de "Cassà" de la ese sonora en palabras como "casa"), <dz> (/dʒ/ o /tʃ/ en "adjunt"), <tz> (/dz/ o simplemente /s/ en "realitzar"), <ig> (/dʒ/ o /tʃ/ como en "roig"), <ix> (/ʃ/ en "peix"), <tx> (/tʃ/ en "despatx"), <gu> (/g/ en "guerra") y <qu> (/k/ en "que").

## Transliteraciones
En ocasiones, en la transliteración de vocablos de un idioma a otro, se recurre a los dígrafos para representar sonidos inexistentes en las lenguas de destino.
Como en inglés y en francés no existe el sonido de la X (ja) rusa, la cual suena de manera muy similar a la jota en español (aunque la h aspirada anglosajona se le aproxima), cuando se translitera del ruso hacia aquellos idiomas se usa el dígrafo kh. Por ejemplo, el original ruso Хрущёв se transcribe ocasionalmente en inglés como Khrushchev y en francés como Khrouchtchev', mientras que en español se usa generalmente la transcripción Jrushchov.
Algo similar sucede con el dígrafo zh, que equivale aproximadamente a la j francesa o portuguesa, y también se usa, en inglés y en español, cuando se adaptan al alfabeto latino nombres rusos que contienen la letra Ж, cuya equivalencia aproximada, en el alfabeto fonético internacional (IPA) es el símbolo ʒ. Algunas transcripciones comunes mediante dígrafos son:
| Dígrafo  | ch   | sh       | zh      | kh   | gh   | th   | dh   |
| Grafemas | č    | š        | ž       | x    | ḡ, ġ | ṯ, þ | ḏ, ð |
| AFI      | ʧ, ʨ | ʃ , ɕ, ʂ | ʒ, ʑ, ʐ | x, χ | ɣ    | θ    | ð    |
En la transcripción de lenguas australianas es frecuente usar los dígrafos <th, nh, lh> para / t̪~d̪, n̪,  l̪/; <rt, rn, rl> para /ʈ~ɖ, ɳ, ɭ/ y <ty, ny, ly> para /c~ɟ, ɲ, ʎ /.